# Baile luro

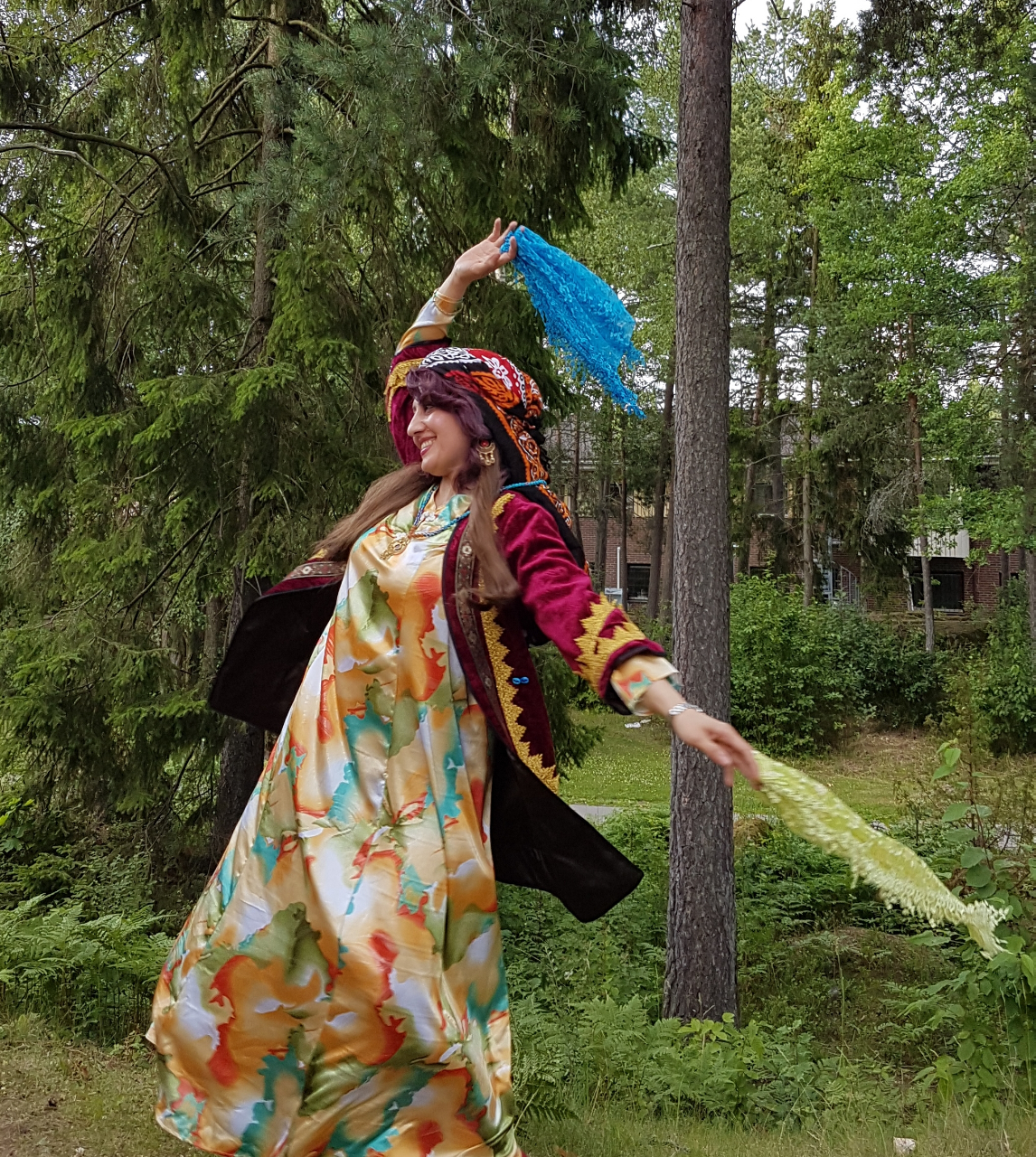
mujer lura realizar čupi danza en Suecia.

Las danzas luras incluyen una gama de danzas populares populares entre los diferentes grupos de luros que se han formado, desarrollado y transferido durante las generaciones siguientes. Debido a los objetos descubiertos y las excavaciones arqueológicas de áreas habitadas por el luro como Kozagaran, Tepe Giyan, Tepe Musiyan, CheghaMish y Kul-e Farah, es evidente que la historia de la danza es anterior a las migraciones arias hacia la meseta iraní.

## Estilos de Danza

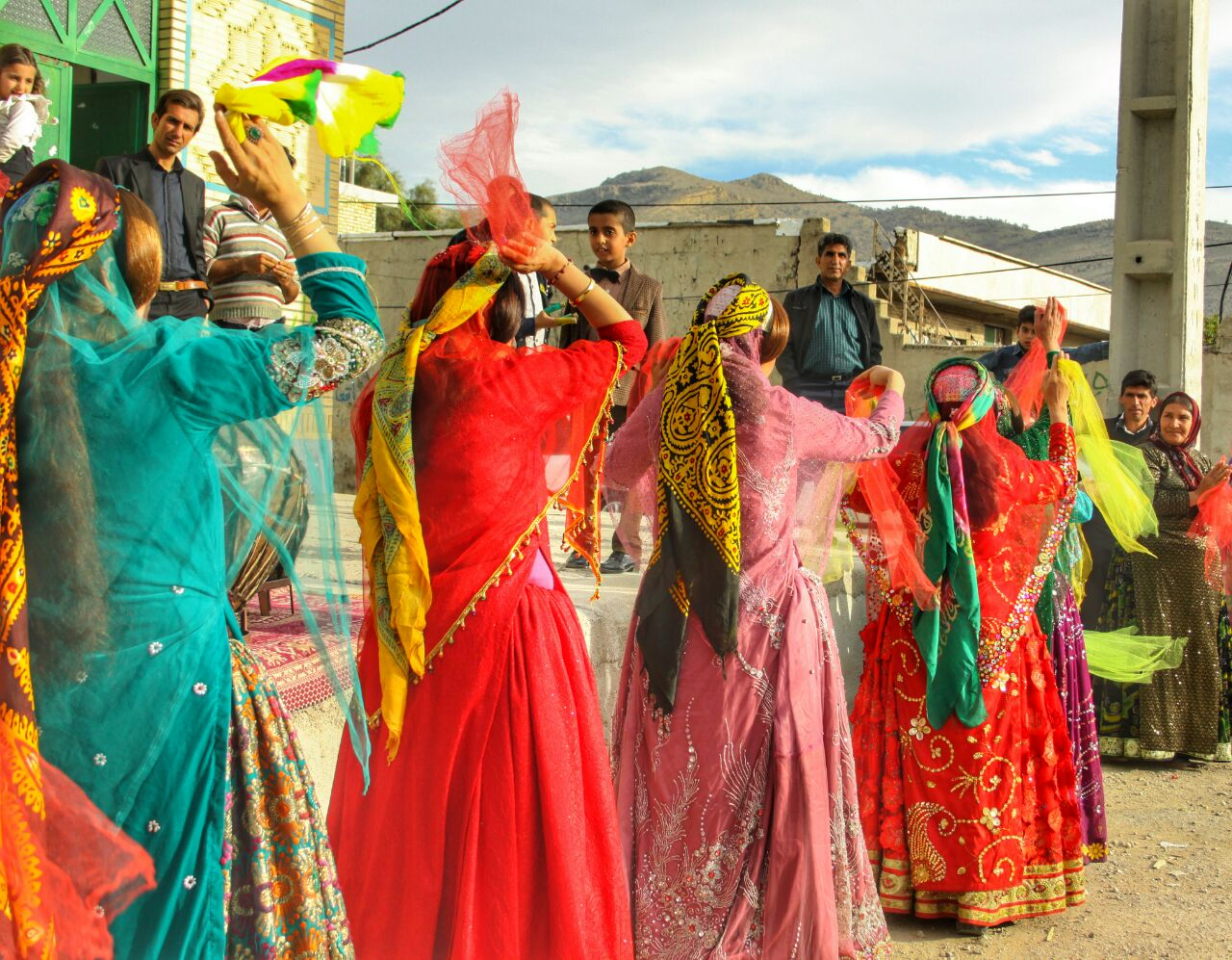
Bailarines de pañuelo en una ceremonia de boda, Mamasani, Irán.

Hay muchos estilos de danza comunes en las zonas habitadas por los luros. Los estilos de danza luros más frecuentes son la danza del pañuelo, las danzas de Čupi (ritmo lento de SanginSamâ, junto con la huelga y el violín, la danza de Se-Pâ (tres pasos) que se realiza más rápidamente que SanginSamâ, y Du-Pâ (dos pasos) Más rápido y más emocionante), y la danza de palo (Čubâzi o Tarka-bâzi) que es un espectáculo de artes marciales.